# شوني شيميل
شوني شيميل (بالإنجليزية: Shoni Schimmel)‏ مواليد 4 مايو 1992، هي لاعبة كرة سلة أمريكية. بدأت مسيرتها الاحترافية في سنة 2014. تم اختيارها من قبل فريق أتلانتا دريم خلال الدرافت. يبلغ طولها 5 قدم 9 بوصة (1.8 م). شاركت مرتين في مباراة كل النجوم. لعبت مع أتلانتا دريم ونيويورك ليبرتي.

## روابط خارجية
- شوني شيميل على موقع IMDb (الإنجليزية)
- شوني شيميل على موقع الاتحاد الوطني لكرة السلة النسائية (الإنجليزية)
- شوني شيميل على موقع كرة السلة الأوروبية.كوم (الإنجليزية)
- شوني شيميل على موقع كلية كرة السلة في سبورتس رفرنس.كوم (الإنجليزية)
- شوني شيميل على موقع بروبوليرز (الإنجليزية)
- شوني شيميل على موقع سبورتس رفرنس (الإنجليزية)